# Ajanta
Ajanta è un villaggio indiano di poche migliaia di abitanti nel nord dello Stato federato di Maharashtra a circa 75 km dalla città di Jalna famoso il complesso monumentale omonimo. 
Notevoli sono le pitture buddhiste scoperte nel 1817 nei santuari e monasteri scavati nella roccia risalenti al periodo che va dal II secolo a.C. al VII d.C.
Tra queste pitture, rappresentanti incarnazioni del Buddha dette Jātaka e episodi della sua vita, le più famose ed importanti sono senza dubbio quelle appartenenti al cosiddetto Ciclo di Ajanta che va dal periodo dell'arte gupta a quella post-gupta.
| Controllo di autorità | LCCN (EN) n81059920 · GND (DE) 4084832-2 · J9U (EN, HE) 987007564561805171 |